# Athena (lanciatore)
L'Athena fu un sistema di lancio non recuperabile sviluppato dalla Lockheed Martin; cambiò diverse volte il nome durante il suo sviluppo. La sua realizzazione iniziò nel 1993 dalla Lockheed Corporation ove era conosciuto come Lockheed Launch Vehicle. Successivamente alla fusione della Lockheed con la Martin Marietta, il velivolo prese il nome di Lockheed Martin Launch Vehicle. Infine gli fu attribuito il nome Athena che rimase fino al suo ritiro.

## Versioni
Il vettore Athena fu sviluppato in due versioni, Athena I e Athena II. La sostanziale differenza fu che la versione I aveva due stadi, il primo equipaggiato con il razzo Castor-120 della Thiokol, mentre il secondo aveva l'Orbus 21D realizzato dalla Pratt & Whitney. La seconda versione era a tre stadi ed era equipaggiata con il Castor-120 per i primi due stati e l'Orbus 21D sempre come ultimo stadio.
Il controllo del volo del mezzo era affidato all'Orbit Adjust Module (OAM), realizzato inizialmente dalla Primex Technologies. Successivamente tale azienda venne acquisita dalla General Dynamics nel 2001 e l'OAM venne costruito dalla General Dynamics Space Propulsion Systems di Redmond, WA. L'Orbit Adjust Module comprendeva il sistema di controllo assetto e il sottosistema dell'avionica (orientamento e navigazione, batterie, trasmettitori della telemetria, ricevitori e antenne). Il modulo di controllo aveva un'altezza di un metro ed era posto in cima a tutti gli stadi; possedeva un piccolo razzo alimentato ad idrazina che entrava in funzione dopo la separazione del payload per mettere al sicuro il carico utile allontanandosi assieme all'ultimo stadio.
Venne progettata una terza versione del vettore, l'Athena III, ma non venne mai costruito.

## Lanci

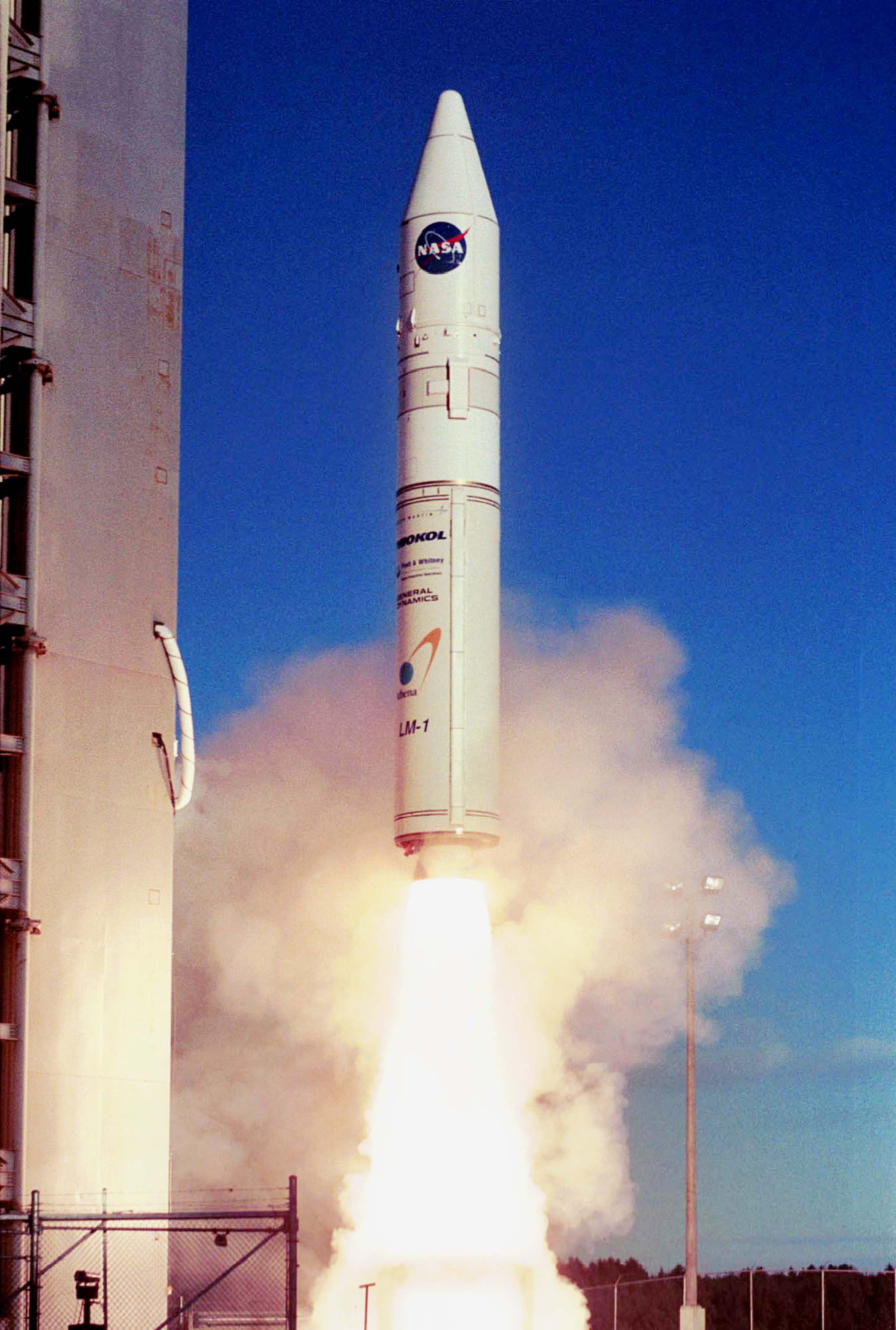
Lancio di un Athena I dall'isola Kodiak in Alaska, 30-09-2001

- Agosto 1995 - lancio del DLV, Demonstration Launch Vehicle.
- 22 agosto 1997 - messa in orbita del satellite della NASA Lewis.
- 6 gennaio 1998 - un Athena II pone in orbita il Lunar Prospector.[4]
- 26 gennaio 1999 - messa in orbita del satellite ROCSAT-1 della Repubblica di Cina (Taiwan).
- 27 aprile 1999 - un Athena II fallisce la messa in orbita di IKONOS-1, satellite privato per l'osservazione terrestre. Il carico utile non si separò dal vettore.[5]
- 24 settembre 1999 - il satellite IKONOS-2, un osservatorio terrestre privato, viene messo correttamente in orbita da un'Athena II.
- 30 settembre 2001 - vengono messi in orbita il satellite Kodiak Star della NASA e il Space Test Program-1 del dipartimento della difesa statunitense.[6]